# Urtx (revista)
Urtx, amb el subtítol Urtx: revista cultural de l'Urgell és una revista cultural d'Humanitats de la comarca de l'Urgell, publicada des del 1989 i de periodicitat anual.
És una publicació de caràcter referencial en el camp de la historiografia i les ciències socials a les terres de Lleida. El nom de la revista revela el topònim d'origen basc de l'Urgell. Es tracta d'una publicació impulsada conjuntament per l'Ajuntament de Tàrrega i el Museu Comarcal de Tàrrega, amb l'objectiu d'omplir el buit que hi havia a la ciutat i a la comarca en l'àmbit de les publicacions d'estudis i investigacions. En aquest sentit, la revista s'entén com una plataforma de publicació i divulgació de la cultura i la història comarcal arreu de les terres catalanes. La seva evolució està vinculada a la participació d'altres institucions: la Diputació de Lleida i la Generalitat de Catalunya, a partir del 1990, amb el número 2, i de l'Institut d'Estudis Ilerdencs des del 1994, amb el número 6. Durant la seva història, la revista ha publicat articles relacionats amb matèries com la història, la geografia, l'art, l'arqueologia, l'antropologia, l'urbanisme, l'economia, la sociologia, la lingüística, la museologia, l'arxivística, l'arquitectura o biografies, entre d'altres, centrats especialment en Tàrrega, l'Urgell i les comarques de la plana de Lleida.